# Франц Леопольд Нейман
Франц Леопольд Нейманн (нім. Franz Leopold Neumann; 23 травня1900, Катовіце — 2 вересня 1954, Фісп, Швейцарія) — німецький лівий політичний активіст, адвокат, політолог.

## Біографія
Будучи студентом, Нейман вступив в Соціал-демократичну партію Німеччини (СДПН). Підтримав німецьку революцію листопада 1918 року. Нейман зіграв важливу роль в організації Соціалістичного товариства студентів у Франкфурті-на-Майні, де в 1918 році він зустрів Лео Левенталя, майбутнього колегу по Інституту соціальних досліджень. У Бреслау (сучасний Вроцлав у Польщі), Лейпцигу, Ростоку, Франкфурт-на-Майні, Нейман вивчав юриспруденцію і отримав ступінь доктора наук з юриспруденції в 1923 році.
З 1928 по 1933 працював в Берліні адвокатом, спеціалізуючись на трудовому праві, представляючи інтереси профспілок. У 1932—1933 роках він стає провідним юристом СДПН. Протягом декількох тижнів після приходу до влади націонал-соціалістів, Нейман був попереджений про його неминучий арешт і втік до Англії, де захищає другу докторську дисертацію. За рекомендацією Гарольда Ласкі (проф. Вищої школи економіки, Лондон) Нейман у 1936 році влаштовується на роботу в Інститут соціальних досліджень під керівництвом М.Хоркхаймера під час його перебування в США, спочатку як адміністратор і юридичний консультант, а потім науковий співробітник. Нейман відіграв важливу роль у сприянні Інституту з боку Американського єврейського комітету.
Нейман став відомий в академічному середовищі після публікації роботи «Бегемот: структура та практика націонал-соціалізму» в 1942 році. Це дозволило Нейману після того як керівництво інституту заявило про необхідність скорочення вакансій влаштуватися на роботу до Відділу стратегічних служб (розвідувальна служба США, згодом ЦРУ). Спільно з Маркузе Нейман працює над численними проектами, у тому числі аналізом політичних тенденцій в Німеччині. Їх завданням було виявлення нацистських груп та окремих осіб, які повинні були бути притягнуті до відповідальності за військові злочини.
У 1945 р. Нейман працює в службі Нюрнберзького трибуналу з військових злочинів.
У 1948 Нейман стає професором політичних наук в Колумбійському університеті, і допомагає становленню Вільного університету Берліна. У Сполучених Штатах відіграє значну роль у спробах Фонду Рокфеллера зміцнити політичну теорію як складову частину політичної науки в американських університетах.
Нейман загинув в результаті автомобільної аварії в Швейцарії в 1954 році.

## Вибрана бібліографія

### Англійською
- Neumann, Franz Leopold (1936). European Trade Unionism and Politics. League for Industrial Democracy.
- Neumann, Franz Leopold (1944). Behemoth: The Structure and Practice of National Socialism, 1933 - 1944. Harper.
- Neumann, Franz Leopold (1957). The Democratic and the Authoritarian State: Essays in Political and Legal Theory. Free Press.
- Neumann, Franz Leopold (1986). The Rule of Law: Political Theory and the Legal System in Modern Society. Berg Publishing, Ltd. ISBN 0-907582-36-2.

### Німецькою
- Neumann, Franz Leopold (1929). Die politische und soziale Bedeutung der arbeitsgerichtlichen Rechtsprechung. Laub.
- Neumann, Franz Leopold (1931). Tarifrecht auf der Grundlage der Rechtsprechung des Rechsarbeitsgerichts. Allgemeiner Deutscher Gewerkschaftsbund.
- Neumann, Franz Leopold (1931). Tarifrecht auf der Grundlage der Rechtsprechung des Rechsarbeitsgerichts. Allgemeiner Deutscher Gewerkschaftsbund.
- Neumann, Franz Leopold (1932). Koalitionsfreiheit und Reichsverfassung. Die Stellung der Gewerkschaften im Verfassungssystem. Heymann.
- Neumann, Franz Leopold; (as "Leopold Franz") (1935). Die Gewerkschaften in der Demokratie und in der Diktatur. Probleme des Sozialismus. Graphia.
- Neumann, Franz Leopold (1978). Wirtschaft, Staat, Demokratie. Aufsätze 1930 - 1954. Suhrkamp.
- Neumann, Franz Leopold (1980). Die Herrschaft des Gesetzes. Eine Untersuchung zum Verhältnis von politischer Theorie und Rechtssystem in der Konkurenzgesellschaft. Suhrkamp. (German trans. of the 1936 doctoral dissertation, 'The Governance of the Rule of Law: an Investigation into the Relationship between the Political Theories, the Legal System, and the Social Background in the Competitive Society,' London School of Economics, 1936)